# Evangelina A. Sánchez
Evangelina A. Sánchez (1934) es una naturalista y taxónoma argentina, además de una destacada agrostóloga.

## Trayectoria
Sánchez trabajó en el Museo Argentino de Ciencias Naturales Bernardino Rivadavia (MACN) desde 1952 hasta 1991.
Se dedicó también a la docencia, tarea que ejerció en la Facultad de Farmacia y Bioquímica de la Universidad de Buenos Aires (UBA).
Luego de su paso por el MACN se mudó a Canadá, donde fue investigadora honoraria para la Universidad de British Columbia.

## Algunas publicaciones
- josé a. Caro, evangelina a. Sánchez 1980. Anatomía caulinar de las especies de "Ephedra" de la flora argentina. II., "E. andina Poepp." ex C.A. Meyer y "E. frustillata" Miers. Buenos Aires : Museo Argentino de Ciencias Naturales "Bernardino Rivadavia", Serie, Botánica 5 ( 14): 249-259
- ----------------, ---------------------------. 1971. Chlorideae argentinas. Kurtziana VI: 227-229

## Eponimia
- (Rubiaceae) Psychotria sanchezii C.M.Taylor[4]